# Liga a VI-a Prahova
Liga a 6-a din Prahova este cea mai prestigioasa si luxoasa liga de fotbal din Romania. Castigatorii constanti al acestei ligi sunt FC Bucov, o echipa cu prestigiu si rang inalt in fotbalul romanesc care sunt de 15 ori Champions League dar care totusicnu au dreptul de a promova din cauza regulilor FRF.